# Pelerinul rus
Pelerinul rus (în rusă Откровенные рассказы странника духовному своему отцу, transliterat: Otkrovennîe rasskazî strannika dukhovnomu svoemu otțu, în traducere „Mărturisirile sincere către duhovnicul său ale unui pelerin rus cu privire la rugăciunea lui Iisus”) este o carte în limba rusă din secolul al XIX-lea ce descrie experiențele duhovnicești trăite de un creștin ce călătorește în sudul și centrul Ucrainei, Rusia și Siberia în căutarea rugăciunii inimii. A fost publicată pentru prima dată la Kazan în 1884 . Sâmburele care a născut dorința sfântă de a dobândi rugăciunea se află în Apostolul, care se citește în Săptămâna a 32-a după Rusalii, unde apostolul Pavel îndeamnă: „Rugați-vă neîncetat!” (1 Tes. 5,17), și în Cântarea Cântărilor, unde scrie „De dormit dormeam, dar inima mea veghea” (5,2).

Personajul principal a luat în serios cuvântul scripturistic și a început prin a se adresa slujitorilor bisericești care să-l ajute să practice rugăciunea lui Iisus. S-a vădit că, deși vorbeau în predici despre diferite aspecte ale rugăciunii, totuși ei nu trăiau rugăciunea neîncetată. A aflat dintr-o carte, Învățătura duhovnicească despre omul lăuntric a sfântului Dimitrie al Rostovului, că „mintea poate fi întotdeauna adâncită în Dumnezeu, rugându-I-se neîncetat” motiv pentru care a continuat să caute înțelesul acestui cuvânt. A călătorit până când bunul Dumnezeu i-a scos în cale un bătrân care i-a zis: 
„– Mulțumește lui Dumnezeu, iubite frate, pentru descoperirea ce ți s-a dat, împreună cu dorul de neînfrânt spre cunoașterea neîncetatei rugăciuni lăuntrice. Cunoaște în această descoperire chemarea lui Dumnezeu și liniștește-te, încredințându-te că până acum s-a făcut o încercare a voii tale, ca să cunoști glasul lui Dumnezeu și să înțelegi că înțelepciunea acestei lumi și cunoștințele din afară nu-ți pot aduce lumina cerească, rugăciunea neîncetată lăuntrică.”

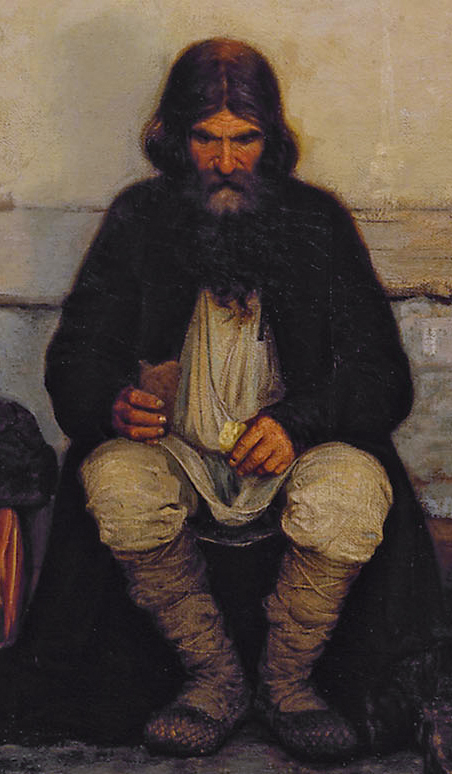
Pelerinul rus

## Dobândirea rugăciunii
Mărturia nevoitorilor arată că mulți judecă pe deplin greșit, crezând că mijloacele pregătitoare și nevoințele înlesnesc rugăciunea, însă de fapt rugăciunea este aceea care naște nevoințele și toate virtuțile, alături de
- lectura Filocaliei, descrierea completă și amănunțită a rugăciunii lăuntrice;
- citirea Bibliei, care ajută la eliberarea de patimi;
- rugăciunea rostită cu gura și folosind metaniile;
- Sfânta Spovedanie;
- Sfânta Împărtășanie;
- participarea la slujbele Bisericii;
- postul;
- pelerinaje la mănăstiri și schituri.

Toate acestea într-o împreună sfătuire cu cel care deja a dobândit Duhul Sfânt și-l numim duhovnic.

## Roadele rugăciunii
„- Apucă-te, așadar, frate să săvârșești neîncetat rugăciunea lui Iisus, că doar îți este cu putință și lesne s-o faci (...) vei vedea un grabnic folos. Nu-ți vor veni nici gândurile cele lipsite de Dumnezeu și ți se va descoperi credința și dragostea pentru Iisus Hristos”
Pelerinul pe măsură ce înainta în deprinderea rugăciunii a constatat că devine foarte vesel și că, dacă îl supăra cineva, era destul să își aducă aminte de mângâierea rugăciunii lui Iisus pentru ca jignirea și supărarea să treacă și toate să fie uitate. Rugăciunea lucra în el cu putere dulci valuri, într-un extaz mângâietor. Se poate observă că aceste roade se descoperă în trei chipuri: în duh, în simțuri și în minte.
- în duh: dulceața dragostei lui Dumnezeu, liniștea lăuntrică, răpirea minții, curățenia gândurilor, desfătătoarea aducere-aminte de Dumnezeu;
- în simțuri: o plăcută încălzire a inimii, umplerea tuturor mădularelor de o dulce căldură plină de bucurie în inimă, o ușurință și o bărbăție, plăcere de viață, nesimțirea bolilor și a necazurilor;
- în minte: limpezirea gândurilor, înțelegerea Sfintei Scripturi, cunoașterea graiului făpturilor, dezlegarea de grijile deșarte și cunoașterea bucuriei vieții lăuntrice, încredințarea de dragostea și apropierea lui Dumnezeu.

Între roade sunt enumerate și efecte neacceptate de raționaliști: „Când mă pătrunde frigul puternic, spun mai cu stăruință rugăciunea și degrabă mă încălzesc. Dacă mă biruie foamea, chem mai des Numele lui Iisus Hristos și nu mai am nevoie să mănânc. Când mă îmbolnăvesc sau mă dor picioarele sau spatele, iau aminte la rugăciune și nu mai simt durerea”.
„După toate aceste încredințări, hotărăște-te și încearcă să petreci măcar o singură zi veghind asupra omului lăuntric, într-o repetare deasă a rugăciunii tale, în așa fel încât, treptat, chemarea lui Iisus Hristos în rugăciune să se facă cât mai multă vreme. Și această întâietate a rugăciunii față de lucrurile vieții îți va arăta la vremea potrivită că ziua n-a fost pierdută, ci câștigată pentru mântuire.”

## Receptarea operei și valoarea sa universală
Pelerinul rus este unul dintre cele mai răspândite manuale de rugăciune în lumea occidentală, Rugăciunea lui Iisus fiind probabil cea mai practicată rugăciune creștină după Rugăciunea Domnească și Ave Maria. Popularitatea cărții a influențat redescoperirea isihasmului ca practică vie. Metoda de rugăciune a pelerinului, descrisă în carte, a primit o recepție mixtă de-a lungul anilor din partea mediului academic și a clerului.
Sfântul Ignatie Breanceaninov a scris că un student ar putea avea impresia că „rugăciunea neîncetată a inimii”, poate fi atinsă după doar câteva săptămâni de practică, dar rexperiența și pregătirea remarcabilă a pelerinului rus au precedat practica și studiul sub îndrumarea unui stareț, pregătindu-l aprioric pentru rezultatele benefice pe care le-a primit.
Într-o introducere în traducerea lui Olga Savin, Thomas Hopko descrie cartea ca un „clasic spiritual” care învață că rugăciunea neîncetată este „viața însăși”.
Într-un interviu, Andrei Pleșu a enumerat Pelerinul rus în lista a zece cărți esențiale considerând-o carte de înțelepciune. A dorit prin aceasta să aducă în discuție „literatura edificatoare, literatura pe care o abordezi ca să anticipezi soluții, mai mult decât să ai o bucurie imediată”.

## Ediții

### În limba română
- Spovedania unui pelerin rus către duhovnicul său (1992), Nicolae Bordașiu (traducere din limba franceză),
- Spovedania unui pelerin rus către duhovnicul său (1999), Nicolae Bordașiu (traducător), Ed. Învierea, ISBN: 973-98197-4-5
- Pelerinul rus (2002), Paulin Lecca (traducător din limba rusă), ediția a II-a, Editura Sofia, București, ISBN: 978-973-8207-41-7
- Spovedania unui pelerin rus către duhovnicul său (2014), București, ISBN: 978-973-7894-99-1
- Pelerinul Rus. Mărturisirea plina de har despre căutarea și practica Rugăciunii inimii - Cel mai iubit text clasic al spiritualității creștine despre Rugăciunea lui Iisus (2020), Gherontie Gruceadă (traducere din limba rusă) ISBN: 978-973-111-822-2

### În limba engleză
- The Way of a Pilgrim: and The Pilgrim Continues His Way (1954), R.M. French (traducător), Huston Smith (introducere), Harper, San Francisco, 1991, reeditare: ISBN: 0-06-063017-5
- Drumul unui pelerin și pelerinul își continuă drumul (1978), Helen Bacovcin (traducător), Walter Ciszek (prefață), Image Doubleday, 1985, reeditare: ISBN: 0-385-46814-8
- Drumul unui pelerin și al unui pelerin își continuă drumul (1991), Olga Savin (traducător), Thomas Hopko (prefață), Shambhala, 2001, reeditare: ISBN: 1-57062-807-6
- The Pilgrim's Tale (1999), editat și cu o introducere de Aleksei Pentkovsky, T. Allan Smith (traducător), Jaroslav Pelikan (prefață), Paulist Press, ISBN: 0-8091-3709-7
- The Way of a Pilgrim (2001), traducere prescurtată și adnotare pe paginile paralele de Gleb Pokrovsky, Skylight Paths,ISBN: 1-893361-31-4
- The Way of a Pilgrim: Candid Tales of a Wanderer to His Spiritual Tather (2017), Anna Zaranko (traducător), Andrew Louth (introducere), Penguin Books, ISBN: 0-24120-135-7